# Claudia Hempel
Claudia Hempel (n. República Democrática Alemana, 25 de septiembre de 1958) es una nadadora alemana retirada especializada en pruebas de estilo libre, donde consiguió ser subcampeona olímpica en 1976 en los 4 × 100 metros libre.

## Carrera deportiva
En los Juegos Olímpicos de Montreal 1976 ganó la medalla de plata en los relevos de 4 × 100 metros libre, con un tiempo de 3:45.50, tras Estados Unidos y por delante de Canadá, siendo sus compañeras de equipo las nadadoras Petra Priemer, Kornelia Ender y Andrea Pollack.